# Элонга, Бернардо
Бернардо Элонга Молико (исп. Bernardo Elonga Molico; род. 22 февраля 1961) — экваториальногвинейский легкоатлет, выступавший в беге на средние дистанции. Участник летних Олимпийских игр 1988 и 1992 годов.

## Биография
Бернандо Элонга родился 22 февраля 1961 года.
В 1988 году вошёл в состав сборной Экваториальной Гвинеи на летних Олимпийских играх в Сеуле. В беге на 1500 метров занял в четвертьфинале последнее, 14-е место, показав результат 4 минуты 16,40 секунды и уступив 34,16 секунды попавшему в полуфинал с 5-го места Мариу Силве из Португалии.
В 1992 году вошёл в состав сборной Экваториальной Гвинеи на летних Олимпийских играх в Барселоне. В беге на 1500 метров занял в четвертьфинале последнее, 11-е место, показав результат 4.25,78 и уступив 49,16 секунды попавшему в полуфинал с 6-го места Мануэлю Панкорбо из Испании.

## Личный рекорд
- Бег на 1500 метров — 4.16,40 (29 сентября 1988, Сеул)[4][5]